# Волфганг Вилхелм (Пфалц-Нойбург)
Волфганг Вилхелм (на немски: Wolfgang Wilhelm von Pfalz-Neuburg; * 4 ноември 1578, Нойбург на Дунав; † 20 март 1653, Дюселдорф) от род Вителсбахи (Линия Пфалц-Нойбург), е херцог на Юлих през 1614 – 1653 г. също херцог на Юлих и Пфалц-Нойбург.

## Произход и брак
Той е най-големият син на пфалцграфа и херцога на Нойбург Филип Лудвиг (1547 – 1614) и на Анна от Юлих-Клеве-Берг (1552 – 1632), дъщеря на херцог Вилхелм V „Богатия“ от Юлих-Клеве-Берг и Мария Австрийска, дъщеря на император Франц I (1503 – 1564).
Волфганг Вилхелм е лутеранец, но става тайно католик на 19 юни 1613 г. На 11 ноември същата година се жени за Магдалена Баварска. Той не отива на погребението на баща си на 22 септември 1614 г. в Лауинген.

## Управление
Благодарение на поддръжката на Католическата лига и Испания Волфганг Вилхелм е победител във Войната за клевското наследство (1609 – 1614) и става херцог на Юлих и Берг. През 1615 г. става кавалер на ордена на Златното руно.
Волфганг Вилхелм въвежда през 1620-те години обратно католизизма в Юлих. През 1623 г. той получава от императора службите на сваления Фридрих V в Горен Пфалц и резидира до 1631 г. в Дюселдорф и в Нойбург.
В периода на Тридесетгодишната война провежда политика на строг неутралитет, благодарение на което неговите владения не пострадали от военните действия.
През 1636 година пренася столицата в Дюселдорф.
Умира на 74-годишна възраст. Погребан е тържествено на 14 май 1653 г. в църквата Св. Андреас в Дюселдорф, която е построена от него, а сърцето му в дворцовата църква на Нойбург на Дунав. Последван е от сина му Филип Вилхелм (1653 – 1679) от Дом Ламарк.

## Деца
Волфганг Вилхелм е женен три пъти:
1. Магдалена Баварска (* 4 юли 1587, † 25 септември 1628), дъщеря на херцог Вилхелм V от Бавария. Венчаването е на 11 ноември 1613 в Мюнхен. Те имат един син:
- Филип Вилхелм (1615 – 1690), курфюрст на Пфалц

2. Катарина Шарлота фон Пфалц-Цвайбрюкен (* 11 януари 1615, † 21 март 1651), дъщеря на Йохан II, годеж на 11 януари 1631, женитба на 11 ноември 1631 в Близкастел. Катарина е погребана на 4 април в княжеската гробница на Св. Ламбертус Дюселдорф, понеже йезуитите и кьолнския архиепископ не разрешават на калвинистката да е погребана в църквата Св. Андреас. Те имат две деца, които умрат като бебета:
- Фердинанд Филип (* 7 май 1633, † 21 септември 1633)
- Елеонора Франциска (* 9 април 1634, † 23 ноември 1634)

3. Мария Франциска фон Фюрстенберг-Хайлигенберг (* 18 май 1633, † 7 март 1702), на 3 юни 1651, или на 10 май, дъщеря на имперски граф Егон VIII фон Фюрстенберг-Хайлигенберг (1588 – 1635); бездетен брак. Тя се омъжва на 23 февруари 1666 за генерал-маршал Леополд Вилхелм от Баден-Баден (1626 – 1671)